# Оборона Кут
Оборона Кут (пол. Obrona Kut) — оборонительные бои польской самообороны в Кутах в Кременецком районе на Волыни с боевиками УПА и ОУН(м) (сторонниками Андрея Мельника) во время Волынской резни. Деревня сумела отразить нападение, однако из-за разрушений и отсутствия боеприпасов поляки были вынуждены уйти. В Кутах 67 поляков погибли от рук украинских националистов.

## Предыстория
2 мая 1943 года в село поступила информация о запланированном нападении УПА. В связи с этим начались интенсивные приготовления к обороне. В деревне было около 2 тысяч человек. Поляки, в основном женщины и дети, также встали на защиту села были и вооружены косами из-за отсутствия огнестрельного оружия.

## Хронология событий
3 мая 1943 В 22:20 УПА и Мельниковцы атаковали Куты с севера. Нападавшие после поджога, грабили дома на окраине села и обстреляли центр зажигательными снарядами.  Поляки выстроились в линию обороны, засев внутри кирпичных домов. Колокольня стала главной точкой сопротивления. Целенаправленный огонь защитников не позволил уповцам пересечь оборонительные сооружения. Те, кто не подчинялся приказам самообороны и не хотели прятаться, были заколоты ножами и штыками бойцами УПА. В общей сложности во время рейда УПА на Куты было убито не менее 53 человек. Около 3:30 члены УПА отступили.
Из-за нехватки боеприпасов было решено покинуть деревню и перебраться в Кременец. До полудня немцы пришли в село и решили эвакуировать поляков. 4 мая под защитой немцев, поддерживаемых вооруженными местными жителями, польское население покинуло Куты. Большинство вещей были сожжены. Они направились в Шумску, где немцы отобрали у них всё имущество. На следующий день колонна беженцев без германского сопровождения направилась в Кременец.
Пятерых жителей поселка, которые пытались вернуться домой, убили бойцы УПА. 67 поляков погибли в Кутах. Вскоре уповцы снесли кирпичные дома до фундамента и разрушили церковь. В селе осталось 12 украинских хозяйств.
Тимоти Снайдер в своей книге «Реконструкция наций» указывал,  что деревня Куты была уничтожена УПА за сотрудничество поляков с гестапо и германской администрацией.